# 로헬리오 소사 라미레스
로헬리오 소사 라미레스(스페인어: Rogelio Sosa Ramírez; 1943년 4월 15일, 안달루시아 주 코리아 델 리오 ~ 2019년 3월 21일, 코리아 델 리오)는 스페인의 전직 축구 선수로, 베티스에서 16년을 활약했다.

## 축구 경력

### 초기 경력
로헬리오 소사는 수 많은 축구 인재를 배출한 세비야 도 코리아 델 리오 출신이다. 그가 속했던 첫 구단은 아시온 카톨리카로, 축구에 열정이 높은 신부가 그를 감독했다. 이후, 그는 빅토리아 발롬피에를 거쳐 1957년에 14세의 나이로 베티스의 유소년부에 입단했다.
16세가 되었을 때, 그는 이미 베티스 유소년부로 전국 리그에 참가해, 눈에 띄는 성장세를 나타냈다. 1960-61 시즌이 끝나고, 그는 테르세라 디비시온 승격을 노리는 토메요소에 입단하였다. 1961-62 시즌, 그는 테르세라 디비시온의 폰페라디나로 이적해 사전에 처음으로 25,000 페세타의 후한 급여를 받았다. 그 해에, 그는 16골을 기록해 베르시아 연고 구단에서 승승장구했다. 시즌 말, 그는 녹백군단의 1부 리그로 다시 불려왔다.

### 프로 무대
그는 1962년에 1978년까지 활동할 베티스 소속으로 첫 경기를 치렀다. 1964년 여름, 베티스는 레알 마드리드, 벤피카, 보카 주니어스와 함께 트로페오 라몬 데 카란사에 처음으로 초청되었다. 8월 29일, 베티스는 연장전 끝에 그의 프리킥으로 보카 주니어스를 이겼다. 이어서 8월 30일에 벌어진 벤피카와의 결승전에서도 로헬리오가 연장 시작 2분 만에 기록한 골로 베티스가 또다시 이겼다. 그는 코리아 델 리오 시의회의 찬사를 받아 같은 해 9월 7일에 "은새우" 상패를 받았다.
비록 주전이 아닌 후보로 대기했지만, 그는 현역 말년인 1977년 6월 25일에 마드리드의 비센테 칼데론에서 열린 아틀레틱 빌바오와의 결승전 승리로 구단의 창단 첫 코파 델 레이 우승을 거둔 선수단 일원이기도 했다. 매우 기술적인 선수로, 그는 왼발 프리킥으로 명성이 자자했는데, 그에 따라 "마호가니 왼발잡이"로 불렸으며, 소위 올림픽 골도 10차례 기록하기도 했다. 그는 수서 페렌츠 헝가리인 감독 앞에 움직이지 않고 공을 넘기는 것에 "감독님, 저는 도망치지 않습니다, 도망치는 것은 겁쟁이들이 하는 일이죠"라고 당돌히 말하기도 했다.

## 수상
- 코파 델 레이: 1976-77
- 세군다 디비시온: 1970–71, 1973–74